# Duninopol
Duninopol – wieś w Polsce położona w województwie mazowieckim, w powiecie żyrardowskim, w gminie Wiskitki. Ma status sołectwa.
W latach 1975–1998 miejscowość administracyjnie należała do województwa skierniewickiego.
Wieś ma zostać zlikwidowana pod budowę Centralnego Portu Komunikacyjnego. Od 2023 roku trwają prace rozbiórkowe.